# Hanna Krall

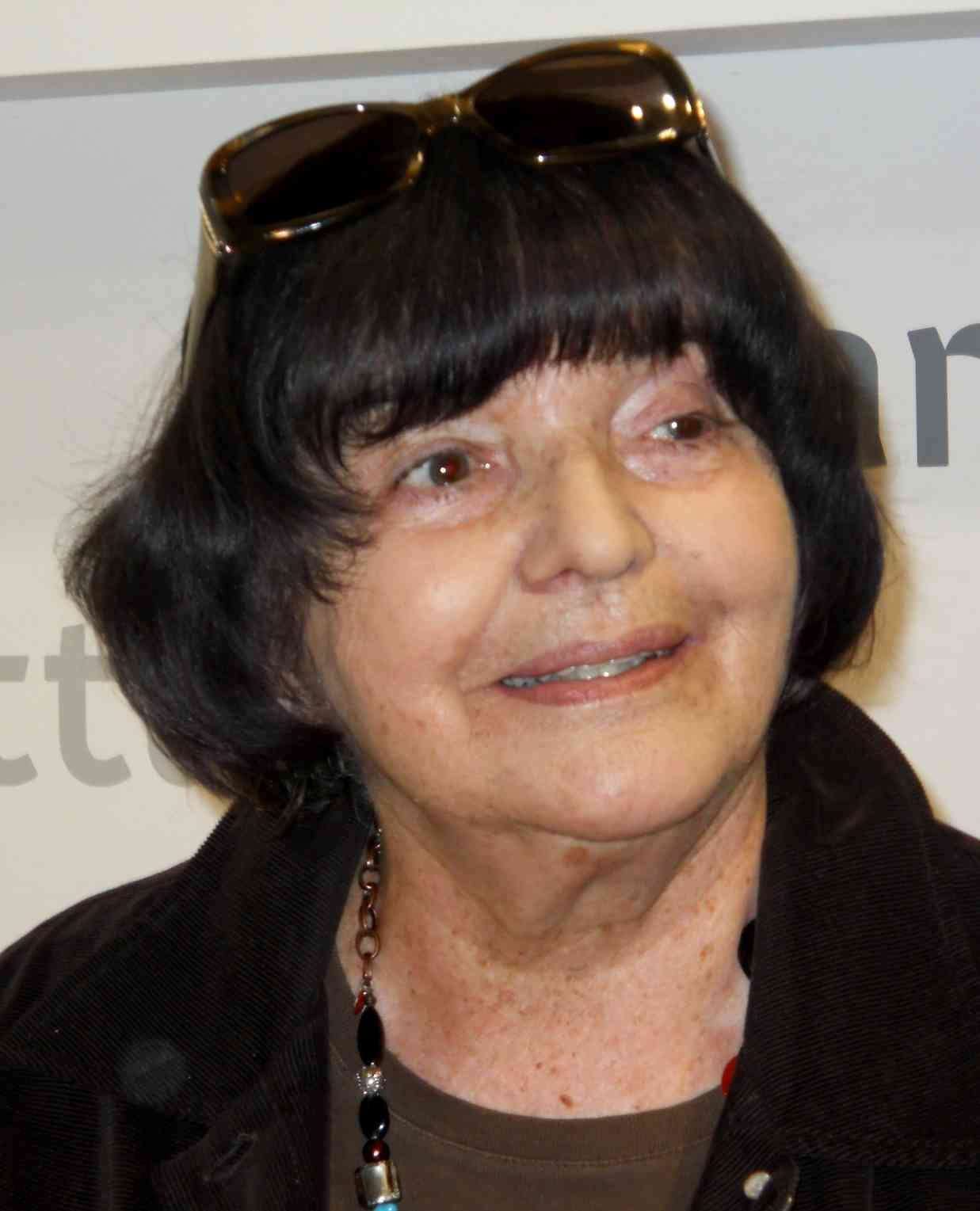
Hanna Krall (2011)

Hanna Krall (Warschau, 1935) is een Poolse schrijfster. 

## Biografie
Krall is Joodse en was vier jaar oud toen de Tweede Wereldoorlog begon. Ze overleefde de oorlog door ondergedoken te leven, maar haar vader en vele familieleden werden in Majdanek vergast.
In 1955 werd Krall journaliste bij een lokale krant in Warschau. In de loop van de jaren 60 werkte ze eerst voor het tijdschrift Polityka en daarna voor Gazeta Wyborcza. Als schrijfster brak ze door bij het grote publiek, zowel in Polen als daarbuiten, met haar boek Zdążyć przed Panem Bogiem (Nederlandse vertaling: God vóór zijn). Daarin vertelt Krall het verhaal van Marek Edelman, de Joodse cardioloog, sociaal activist en leider van de opstand van het ghetto van Warschau.

## Publicaties
In het Nederlands verschenen:
- God vóór zijn, met Marek Edelman (1980, In den Toren)
- De onderhuurster (1987, SUA)
- Hypnose: literaire reportages (1993, De Geus)
- Dansen op andermans bruiloft: literaire reportages (1997, De Geus)
- Daar is geen rivier meer: reportages (2000, De Geus)
- Hartenheer (2019, De Geus)

- Bibsys: 90261678
- Biblioteca Nacional de España: XX901568
- Bibliothèque nationale de France: cb119100649 (data)
- CiNii: DA0517746X
- Digitale Bibliotheek voor de Nederlandse Letteren: kral003
- Gemeinsame Normdatei: 115484108
- International Standard Name Identifier: 0000 0001 1467 9817
- Library of Congress Control Number: n84099605
- Nationale Bibliotheek van Letland: 000065151
- Nationale Bibliotheek van Tsjechië: jn19992000523
- Nationale Bibliotheek van Israël: 987007264145905171
- Nationale Bibliotheek van Polen: a0000001180331
- Nationale en Universitaire bibliotheek Zagreb: 000079373
- Nederlandse Thesaurus van Auteursnamen: 071253734
- Réseau des bibliothèques de Suisse occidentale: 02-A000099968
- LIBRIS: 286880
- Système universitaire de documentation: 026953552
- Virtual International Authority File: 13036553
- WorldCat: E39PBJhMpMr7tmXV4PgwkQDKBP